# Lugha Verling
Lugha Verling, né le 18 novembre 1979, est un joueur de rugby à XV irlandais qui évolue au poste de deuxième ligne.
Il est originaire de Cork dans la province irlandaise du Munster.

## Carrière
- Skibbereen RFC
- UWIC RFC
- 2003-2004 : CA Bègles-Bordeaux
- 2004-2005 : US Montauban
- 2005-2006 : Venise Mestre Rugby
- 2006-2008 : Blagnac SCR (Pro D2)
- 2008-2010 : Avenir Valencien
- 2010-2011 : Blagnac SCR
- 2013-2015 : Union athlétique libournaise